# Cayo Caguama
Cayo Caguama (también escrito Caguamas) es el nombre que recibe una isla cubana, en la provincia de Camagüey y que geográficamente forma parte de un archipiélago del mar Caribe conocido como Jardines de la Reina. Tiene una superficie estimada en 12 kilómetros cuadrados, posee un largo máximo de 14 kilómetros y un ancho que llega a los 1500 metros. Por sus fondos marinos es atractiva para la práctica de actividades como el buceo. Posee casi 6 kilómetros de playas, una pequeña pista de aterrizaje, y no tiene habitantes permanentes. Se localiza al oeste de Cayo Cabeza del Este y Cayo Inglesitos y al sureste de Cayo Campo Santo, en las coordenadas geográficas 20°34′43″N 78°24′37″O / 20.57861, -78.41028